# Touchinskaïa (métro de Moscou)
Touchinskaïa (en russe : Ту́шинская et en anglais : Tushinskaya) est une station de la ligne Tagansko-Krasnopresnenskaïa (ligne 7 mauve) du métro de Moscou, située sur le territoire du raïon Pokrovskoïe-Strechnevo dans le district administratif nord-ouest de Moscou.

## Situation sur le réseau
Établie en souterrain, à 10 mètres sous le niveau du sol, la station Touchinskaïa est située au point 0163+33 de la ligne Tagansko-Krasnopresnenskaïa (ligne 7 mauve), entre les stations Skhodnenskaïa (en direction de Planernaïa) et Spartak (en direction de Kotelniki).

## Histoire
La station est conçue par les architectes Iraïda Petoukhova (ru) et Vitali Katchourinets, et mise en service       le 30 décembre 1975.